# Межиріччя (ландшафтний заказник)
Межирі́ччя — ландшафтний заказник загальнодержавного значення в Україні. Розташований у межах Павлоградського району Дніпропетровської області, між селами В'язівок, Межиріч, Вербки та Булахівка. 
Площа заказника 2756,1631 га земель, у тому числі:
- 1520 га земель державної власності, які перебувають у постійному користуванні державного підприємства «Новомосковське лісове господарство» (732,5 га) та державного підприємства «Павлоградське лісове господарство» (787,5 га);
- 1236,1631 га земель державної власності (запас) поблизу сіл Булахівка (43,4 га), Вербки (236,4611 га), В'язівок (640,002 га) та Межиріч (316,3 га).

Статус присвоєно згідно з Указом Президента України від 27 липня 2016 року № 312/2016. Перебуває у віданні: Павлоградська райдержадміністрація. 
Статус присвоєно для збереження цінних природних комплексів, розташованих у межах степових долинно-терасового та придолинно-терасового ландшафтів у межиріччі річок Самара та Вовча.